# Betsey Johnson
Betsey Johnson (Wethersfield, 10 agosto 1942) è una stilista statunitense.
Nota per il suo stile sopra le righe e colorato, è una delle figure del movimento artistico pop e underground degli anni 60 e 70 assieme ad Andy Warhol, Lou Reed, The Velvet Underground ed Edie Sedgwick.

## Biografia
È la seconda di tre figli, durante l'infanzia pratica molta danza, la quale ispirerà il design delle sue creazioni. Dopo il diploma, insegue i propri sogni frequentando il Pratt Institute, trasferendosi dopo un anno alla Syracuse University, laureandosi nel 1964.

## Carriera
Subito dopo aver conseguito la laurea alla Syracuse University, partecipa a un concorso organizzato dal periodico Mademoiselle, vincendolo.
Nel 1969 apre la sua prima boutique a New York, riuscendo ad affermarsi nella cultura pop e underground di fine anni 60 e vestì Edie Sedgwick nel suo ultimo film prima di morire.
Dopo decenni di successi, nei primi anni 2000, la casa di moda subisce una forte battuta d'arresto in seguito ad un cancro al seno che la terrà inattiva a causa delle cure per poi guarire.

## Vita privata
Nel 1968 sposa il musicista John Cale, dal quale ha avuto una figlia, Lulu. I due divorzieranno nel 1969.